# Ольгинская часовня
О́льгинская часо́вня — современная православная часовня в г. Пскове.
Культовое сооружение на этом месте впервые упоминается в документах начала XIX века. Возведена в память о деяниях великой русской княгини Ольги.

## История

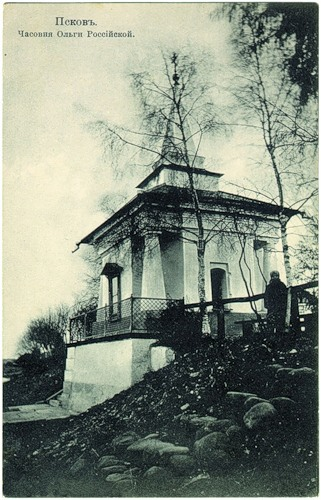
Дореволюционная открытка с изображением часовни

Каменная часовня в стиле классицизма чрезвычайно оригинальной архитектуры (куб со скошенными углами, с дорическими колоннами по углам) была сооружена на левом берегу реки Великой в начале XIX века. В 1920-е годы часовня была закрыта, а в 1960-е снесена.
В 1991 году на месте разрушенной часовни был установлен Памятный крест, повторяющий по силуэту деревянный крест из Троицкого собора (т. н. «Ольгин крест»).
В 1994 году по инициативе общества Святой Ольги Российской, организованного при Псковском музее-заповеднике, был объявлен конкурс на лучший проект Ольгинской часовни, победителем в котором стал архитектор Алексей Красильников. Для строительства часовни-новодела, «воплощающего в стилизованной форме черты раннехристианской архитектуры Древней Руси», было выбрано новое место — в створе Пароменской улицы.
24 июля 2000 года в день празднования Дня города, Ольгинская часовня была открыта. Торжественное освящение часовни совершил Архиепископ Псковский и Великолукский Евсевий.

## Описание
Часовня расположена на смотровой площадке, выдающейся к реке. В основе плана храма равноконечный греческий крест.
 Барабан увенчан шлемовидной главой. Стены оштукатурены и окрашены.
 На восточном фасаде, обращенном к Кремлю, установлен бетонный горельеф, изображающий святую Равноапостольную Ольгу российскую.
 На фасадах часовни в нижней части установлены плиты с текстом. На южном — надпись с креста 1623 г. о чудном видении Ольги, на северном — информация о создателях памятника. В полу часовни имеется люк для спуска в помещение под часовней, с резервуаром для воды источника.